# Гізела Швабська
Гізела Швабська, також Гізела Лімбурзька (нім. Gisela von Schwaben, нім. Gisela von Limburg;  11 листопада 989 року, або 13 листопада 990 року або (згідно з могильною плитою) 11 листопада 999 року — 15 лютого 1043 року, Гослар) — німецька королева з 21 вересня 1024 року, з 26 березня 1027 року — німецька імператриця і дружина короля та імператора Священної Римської імперії німецької нації Конрада II. Гізела — мати імператора Генріха III. До шлюбу з Конрадом Гізела двічі була одружена і була вдовою.
Гізела вважалася прекрасною та розумною, але трохи зарозумілою жінкою. Згідно з записами «Gesta Chuonradi II imperatoris» придворного історика і поета Віпо, вона була необхідною супутницею Конрада (necessaria comes), що підтверджується великою кількістю втручань у справи Конрада.

## Життєпис
Матір'ю Гізели була Герберга Бургундська, дочка Конрада I із Бургундії з родини Вельфів і онучка франконійського короля каролінгів Людовика IV. Її батько, швабський герцог Герман II Швабський, також походив з династії каролінгів. Таким чином, Гізела була нащадницею восьмого чи дев'ятого покоління каролінгів. На її могильній плиті, яку було знайдено у 1900 році під час відкриття імператорських гробниць у Шпаєрі, було вказано дату народження — 11 листопада 999 року. Згідно з дослідженнями, ця дата є неправильною, оскільки вона не збігається з датами її шлюбів. Гізела була блондинкою.

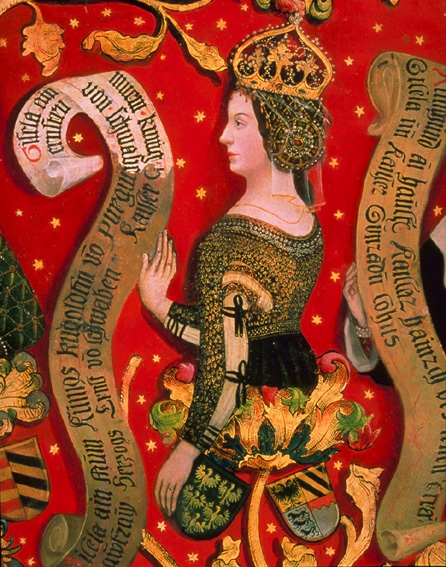
Гізела Швабська

Перший шлюб Гізели був приблизно у 1002 або 1004 році з графом Бруно І (графом Брауншвейгу), з династії Людольфінгів, який помер у 1008 чи 1010 році.
Приблизно у 1010 році вона вийшла заміж за Ернста I з династії Бабенбергерів, який після смерті Германа III Швабського (брата Гізели) у 1012 році отримав Швабське герцогство. Він загинув на полюванні 31 травня (або 31 березня) 1015 року.
Наприкінці 1016 року або найпізніше в січні 1017 року Гізела вийшла заміж за Конрада II. Шлюб вважався неканонічним, оскільки Гізела була кузиною майбутнього імператора. Викрадення Гізели до одруження не спростовується, але історики вважають його малоймовірним, оскільки існує мало підтверджувальних джерел, які, окрім того, також дуже віддалені від цих подій. Тітмар Мерзебузький (VII. 63) повідомляє про незаконність шлюбу лише через тісні родинні зв'язки і не згадує жодних інших особливих подій.

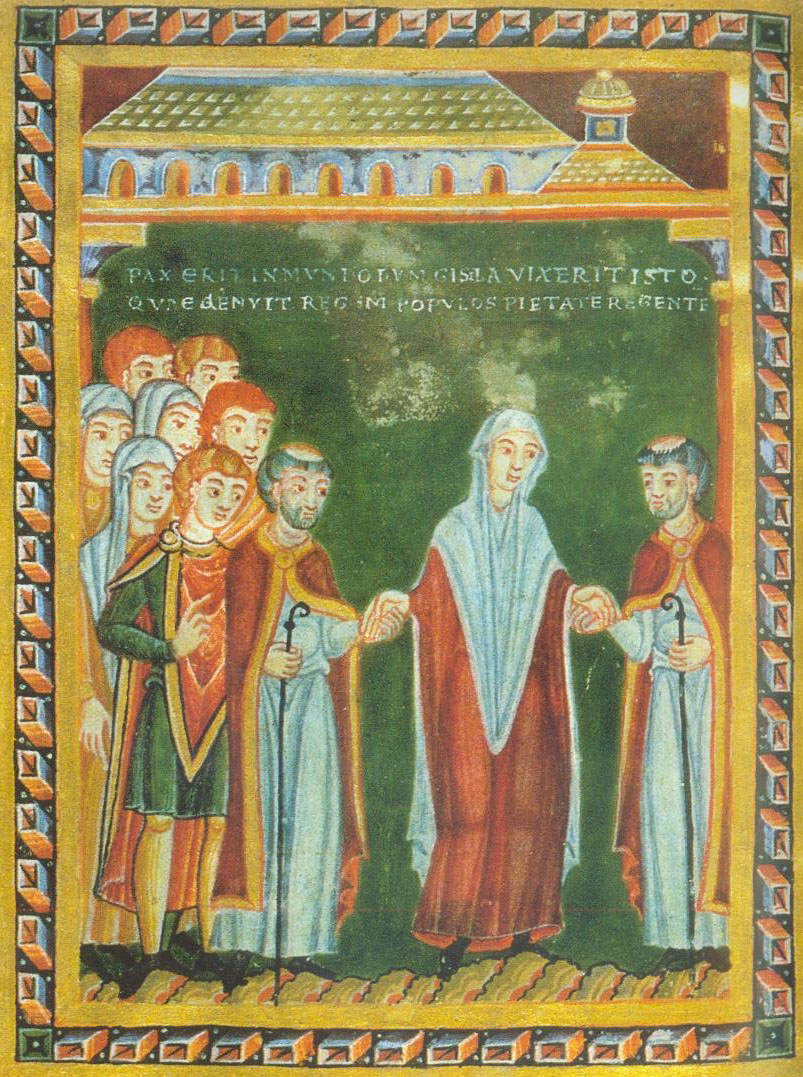
Гізела Швабська

Гізела була не лише спадкоємицею Швабського герцогства, але також по материній лінії претендувала на Бургундське королівство після смерті дядька Рудольфа III (1032). Це може бути однією з причин зв'язку між Конрадом та Гізелою, оскільки Гізела хотіла закріпити ці права і права своїх дітей від перших двох шлюбів.
У шлюбі з Бруно Гізела народила сина Людольфа, який став маркграфом Фрисландії, і, ймовірно, доньку, яку також звали Гізела.
Від другого шлюбу в Гізели було два сини — герцоги Ернст II (близько 1010—1030) та Герман IV (близько 1015—1038). Гізела формально очолювала правління у Швабії до свого третього шлюбу. Через (неканонічний) шлюб з Конрадом і погані стосунки з імператором Генріхом II Гізелу було усунуто від управління Швабією, яке передали архієпископу Поппо Трірському.
У третьому шлюбі Гізела народила трьох дітей: двох дочок, Матільду Франкську і Беатрікс, та сина, який пізніше став імператором Генріхом III. Гізела присвятила велику увагу вихованню та освіті сина.

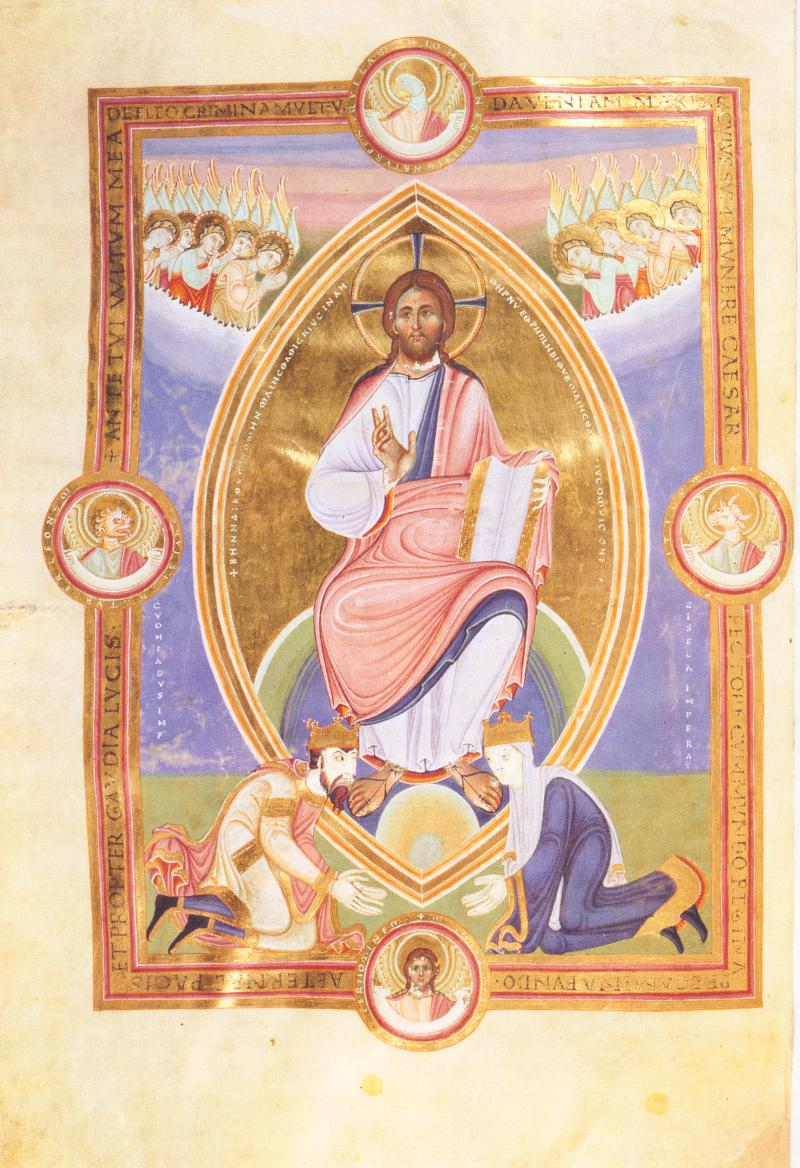
Конрад і Гізела перед Христом, Codex Aureus Escorialensis, приблизно 1045 рік

21 вересня 1024 року Гізела була коронована королевою архієпископом ПільГримом Кельнським. До цього у вересні 1024 року архієпископ Арібо з Майнца з незрозумілих причин відхилив коронацію Гізели і тільки коронував Конрада. Коронація для королеви означала значне підвищення рангу. Звичайно, вона завдячувала цьому своєму чоловікові. Однак слід уточнити, що Конрад міг стати королем лише завдяки шлюбу з Гізелою. Завдяки її походженню з династії Каролінгів, її (вже заявленим) претензіям на Бургундське королівство, її величезній спадщині та тодішнім родинним зв'язкам, Гізела посприяла шляху Конрада до королівської корони.
Менше ніж через три роки, 26 березня 1027 року, в Римі папа Іван ХІХ коронував Конрада і Гізелу імператорською короною. Хоча вона не могла проводити самодостатню політику як королева та імператриця, вона впливала на політику Конрада багатьма способами. Наприклад, вона мала слово у питаннях призначень на керівні посади у церкві.
Після смерті чоловіка в 1039 році її вплив зменшився. Гізела лише рідко з'являлася публічно і завжди разом із сином Генріхом III. Вона померла 14 або 15 лютого 1043 року від дизентерії в імператорському палаці в Гослар. Її поховали в Шпаєрському соборі поруч з Конрадом II та іншими членами імператорської родини.

## Родина
1 Чоловік — Бруно І, граф Брауншвейзький
Діти:
- Людольф (1003-1038)
- Гізела (* приблизно 1005 року), яка вийшла заміж за Бертольда — графа із Зангерхаузена.

2 Чоловік — Ернст I, герцог Швабський
Діти:
- Ернст II
- Герман IV

3 Чоловік — Конрад II, імператор Священної Римської імперії
Діти:
- Генріх III — наступний імператор
- Беатрікс († 26 вересня 1036 року)
- Матільде († 1034), похована у Вормському соборі, у 1033 році заручена з Генріхом I — королем Франції.

## Галерея

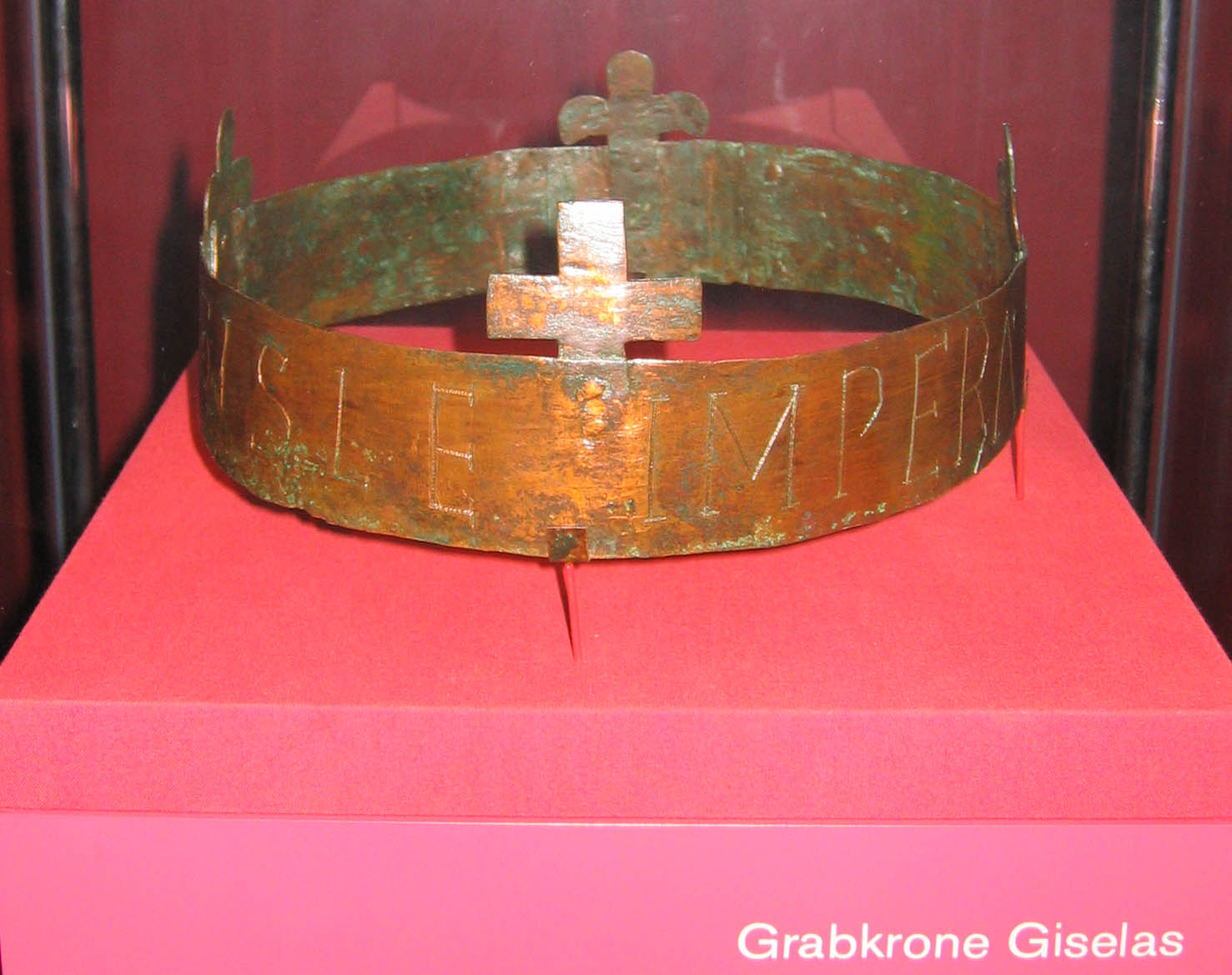
Корона з гробу Гізели в соборній скарбниці Шпаєрського собору. З написом: GISLE IMPERATRIX
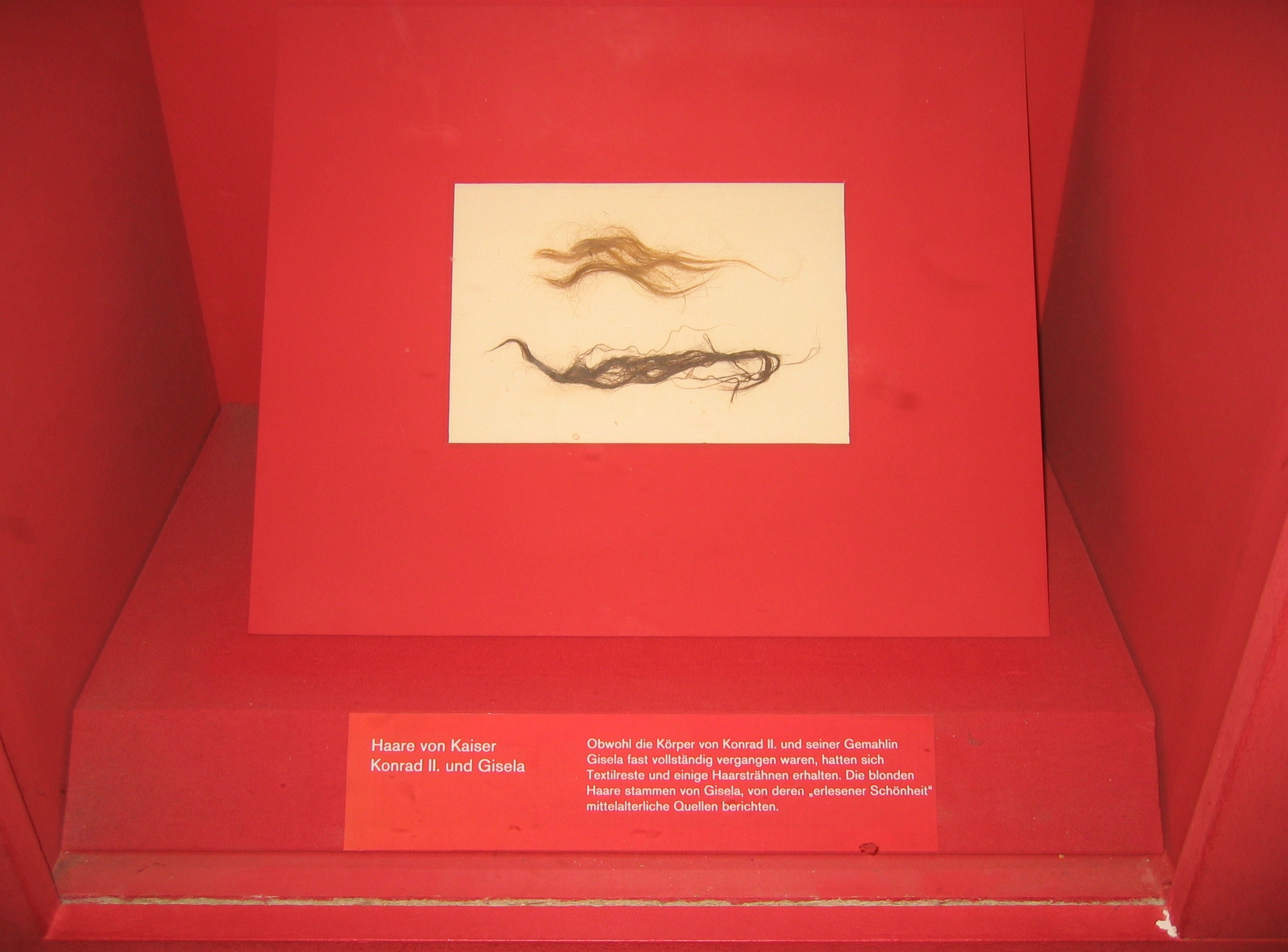
Пасма волосся Конрада II і Гізели в соборній скарбниці Шпаєрського собору
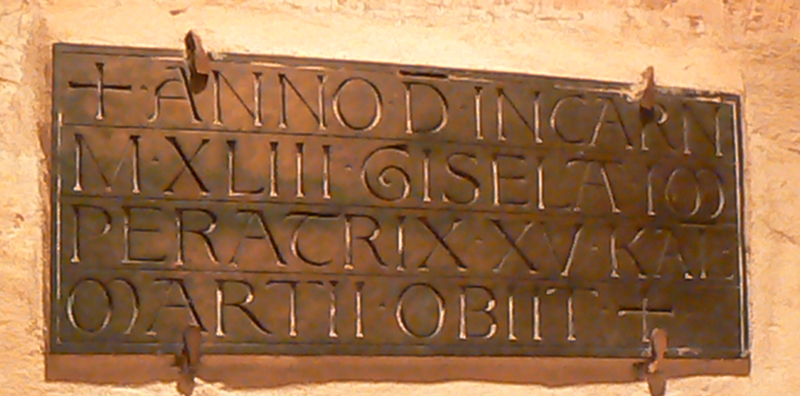
Епітафія Гізелі в Шпаєрському соборі
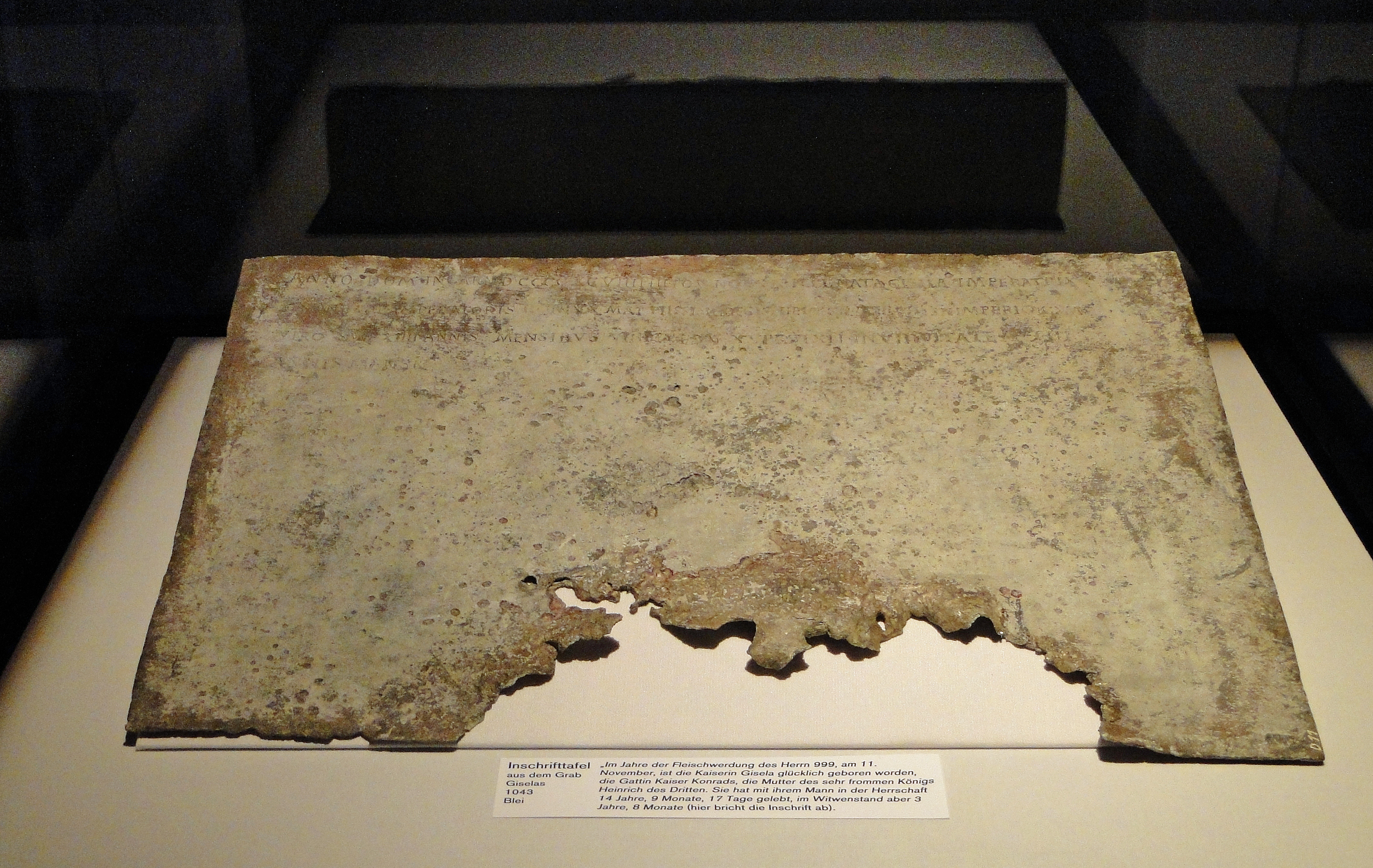
Надгробна табличка з 1043 року
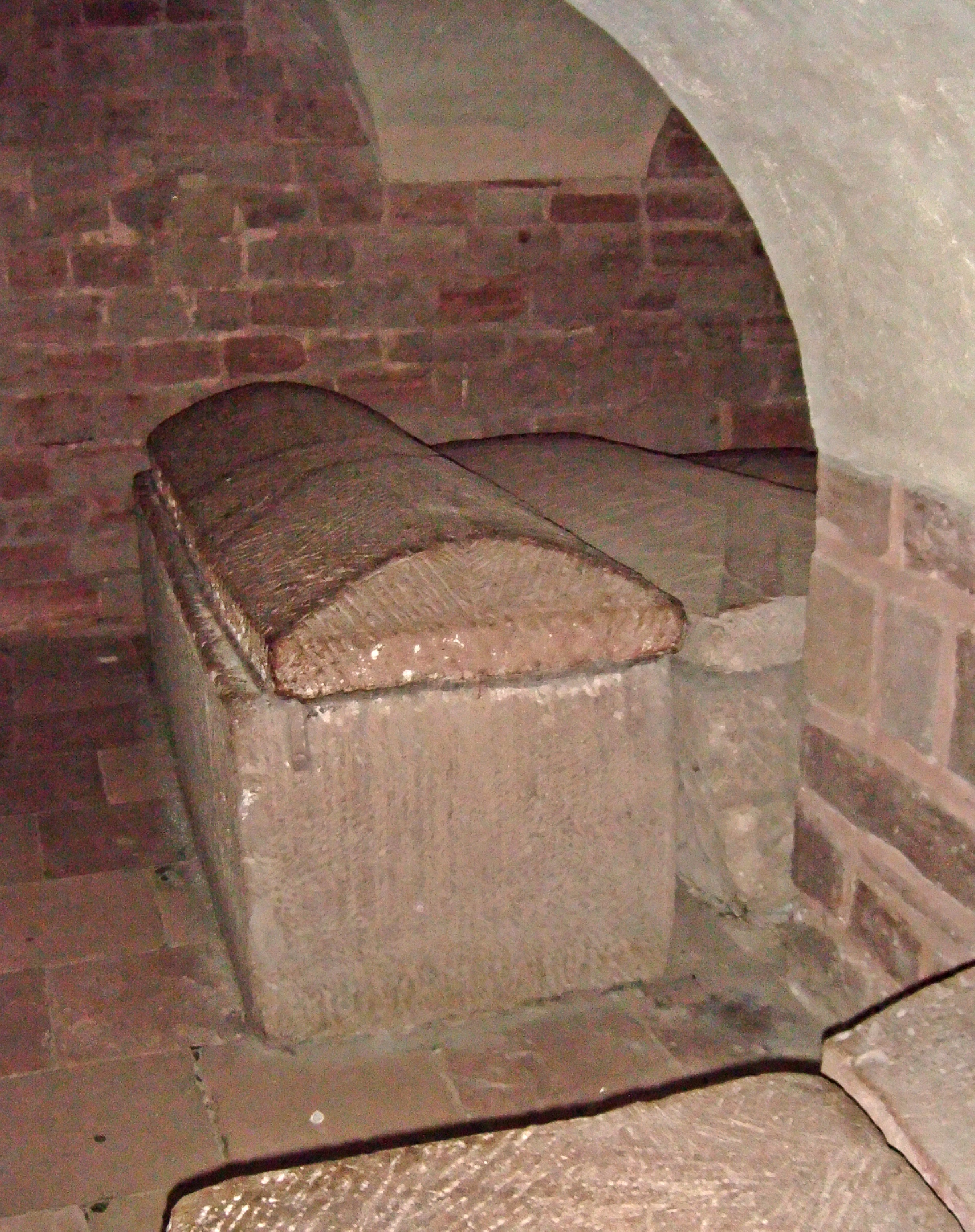
Саркофаг дочки Матільде († 1034), Вормський собор